# Viscoelasticitate sanguină
Viscoelasticitatea sanguina este o proprietate a singelui datorata deformarii elastice a celulelor sanguine. A fost evidentiata in 1972 de George Thurston.